# Conseil économique et social (Cameroun)
Pour les articles homonymes, voir Conseil économique et social.
Le Conseil économique et social est une institution camerounaise. Il constitue auprès des pouvoirs publics de ce pays, une assemblée consultative qui assure la représentation des principales activités économiques et sociales, favorise la collaboration des différentes catégories professionnelles entre elles et contribue notamment à l’élaboration de la politique économique et sociale du Gouvernement. Le Conseil économique et social donne son avis sur des projets de lois, d’ordonnance ou de décret ainsi que des propositions de lois.

## Histoire
Le Conseil économique et social a été créé par l'article 54 de la constitution de 1972. Son fonctionnement a été révisé par les lois du 5 juillet 1986 et du 23 juillet 2001.

## Organisation et fonctionnement
Le Conseil économique et social comprend 150 membres (85 jusqu'en 2001), tous nommés pour cinq ans par décret du président de la République.
Il est présidé depuis 1984 par l'ancien Premier Ministre Luc Ayang.